# فرهنگ‌نامه نوجوانان: کلید دانش
فرهنگ‌نامه نوجوانان: کلید دانش دانشنامه‌ای برای کودکان و نوجوانان است که در سال ۱۳۸۵ منتشر و در مراسم کتاب سال جمهوری اسلامی ایران به‌عنوان کتاب برگزیده معرفی شد.